# Ancistrus lineolatus
Az Ancistrus lineolatus a sugarasúszójú halak (Actinopterygii) osztályának harcsaalakúak (Siluriformes) rendjébe, ezen belül a tepsifejűharcsa-félék (Loricariidae) családjába tartozó faj.

## Előfordulása
Az Ancistrus lineolatus Dél-Amerikában fordul elő. A kolumbiai Japurá folyó felső szakaszába ömlő Orteguaza folyóban található meg ez az algaevő harcsa.

## Megjelenése
Ez a tepsifejűharcsafaj legfeljebb 9 centiméter hosszú.

## Életmódja
A trópusi édesvizeket kedveli. Az Ancistrus lineolatus, mint a többi rokona, a víz fenekén él és keresi meg a táplálékát.